# زی فاملو
زی فاملو (به انگلیسی: Zi Faámelu) با نام تولد بوریس کروگلوف (به انگلیسی: Borys Kruglov) (زاده ۱۲ دسامبر ۱۹۹۰) خواننده، ترانه‌سرا و شخصیت تلویزیونی اوکراینی است.

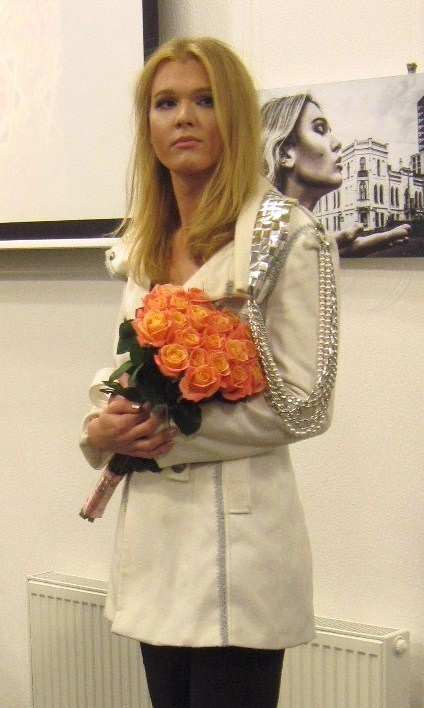
زی فاملو

او یک زن ترنس است.